# Singback
Singback (efter engelskans ord med samma betydelse) kallas musikaliska framträdanden där all musik är förinspelad, men sången framförs live.
En variant av singback är karaoke, ett amatörframträdande (av japanskt ursprung) med sång till förinspelad instrumentalmusik.

## Eurovision Song Contest
Singback används numera i Melodifestivalen och Eurovision Song Contest, sedan den tidigare liveorkestern slopats. Singback-regler har varit i bruk i Eurovision Song Contest sedan 1999 och i Melodifestivalen 1985, 1986 och sedan 2001.

## Anmärkning
1. ↑  Wiktionary anger betydelsen: "An exercise where the pupil is instructed to sing back a sequence of notes previously played or sung."